# Camí de les Llongues

El Camí de les Llongues, respecte del terme d'Abella de la Conca

El Camí de les Llongues és un camí del terme municipal d'Abella de la Conca, a la comarca del Pallars Jussà.
S'inicia a llevant de la Granja del Moixarda, on enllaça amb el camí que recorre la riba dreta del riu d'Abella; en surt cap a ponent, passa ran de Cal Teixidor, pel sud de Cabidella, i continua en la mateixa direcció fins a arribar als Seixos, entre Cal Cap-roc, a ponent, i Cal Benetó, a llevant.

## Etimologia
Es tracta d'un topònim romànic modern, de caràcter descriptiu: el camí mena a la partida de les Llongues des d'Abella de la Conca.